# Bohy (district de Plzeň-Nord)
Pour les articles homonymes, voir Bohy.
Bohy (en allemand : Bohy) est une commune du district de Plzeň-Nord, dans la région de Plzeň, en République tchèque. Sa population s'élevait à 120 habitants en 2022.

## Géographie
Bohy se trouve à 27 km au nord-ouest de Plzeň et à 64 km à l'ouest-sud-ouest de Prague.
La commune est limitée par Brodeslavy et Všehrdy au nord, par Hlince et Kladruby à l'est, par Bujesily au sud, et par Kozojedy et Kožlany à l'ouest.

## Histoire
La première mention écrite de la localité date de 1228.

## Administration
La commune se compose de deux sections :
- Bohy
- Rakolusky

## Galerie

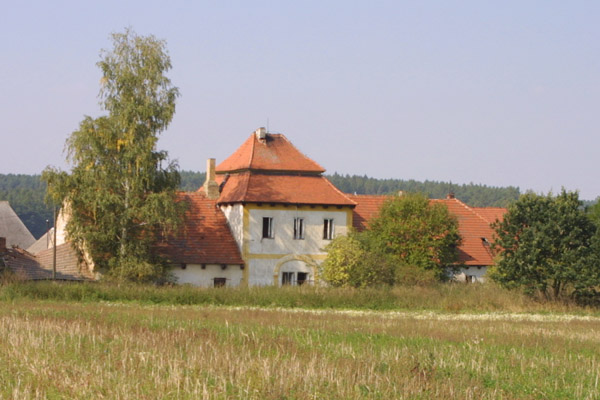
Rohy : ermitage.
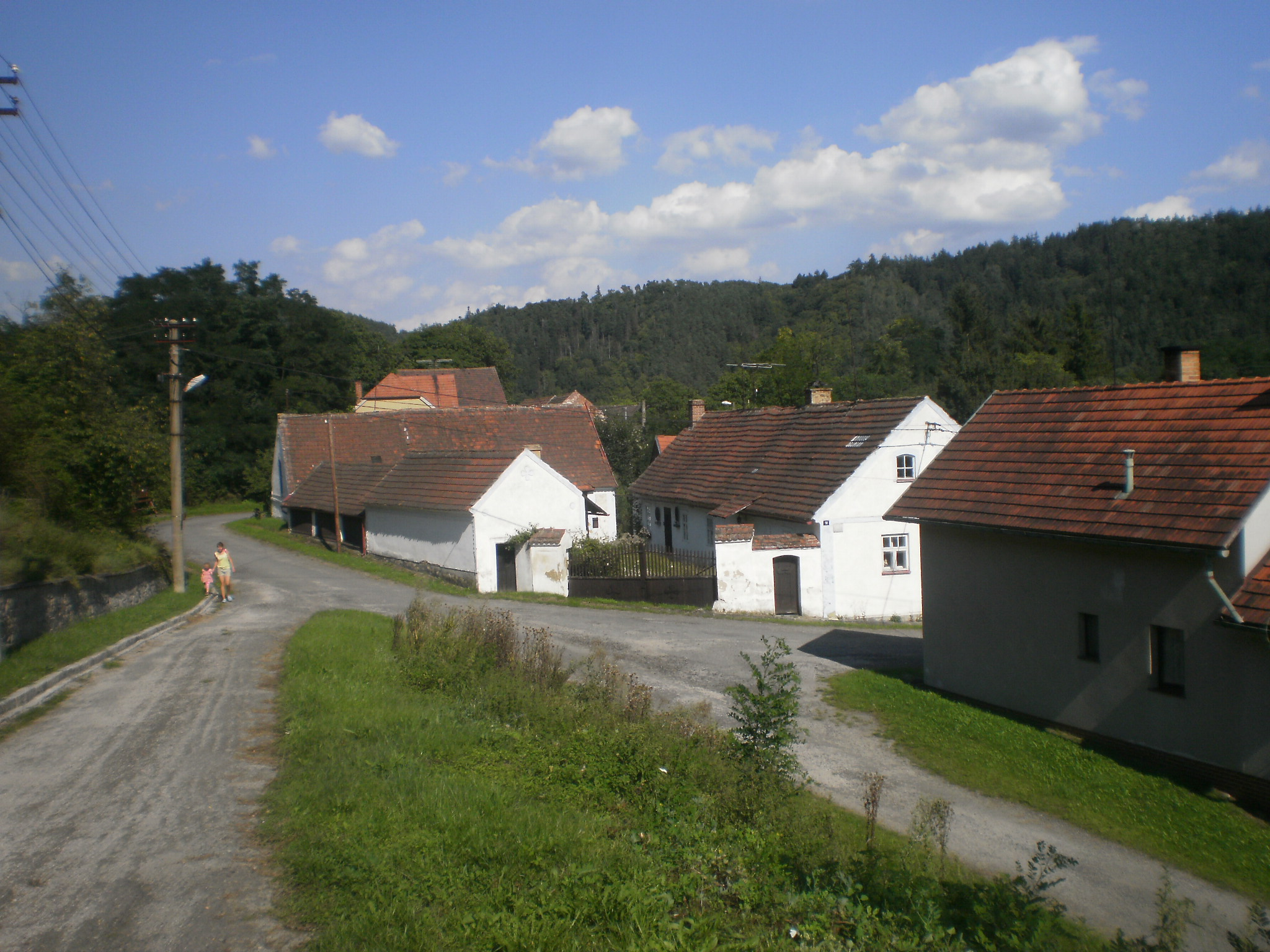
Rakolusky.

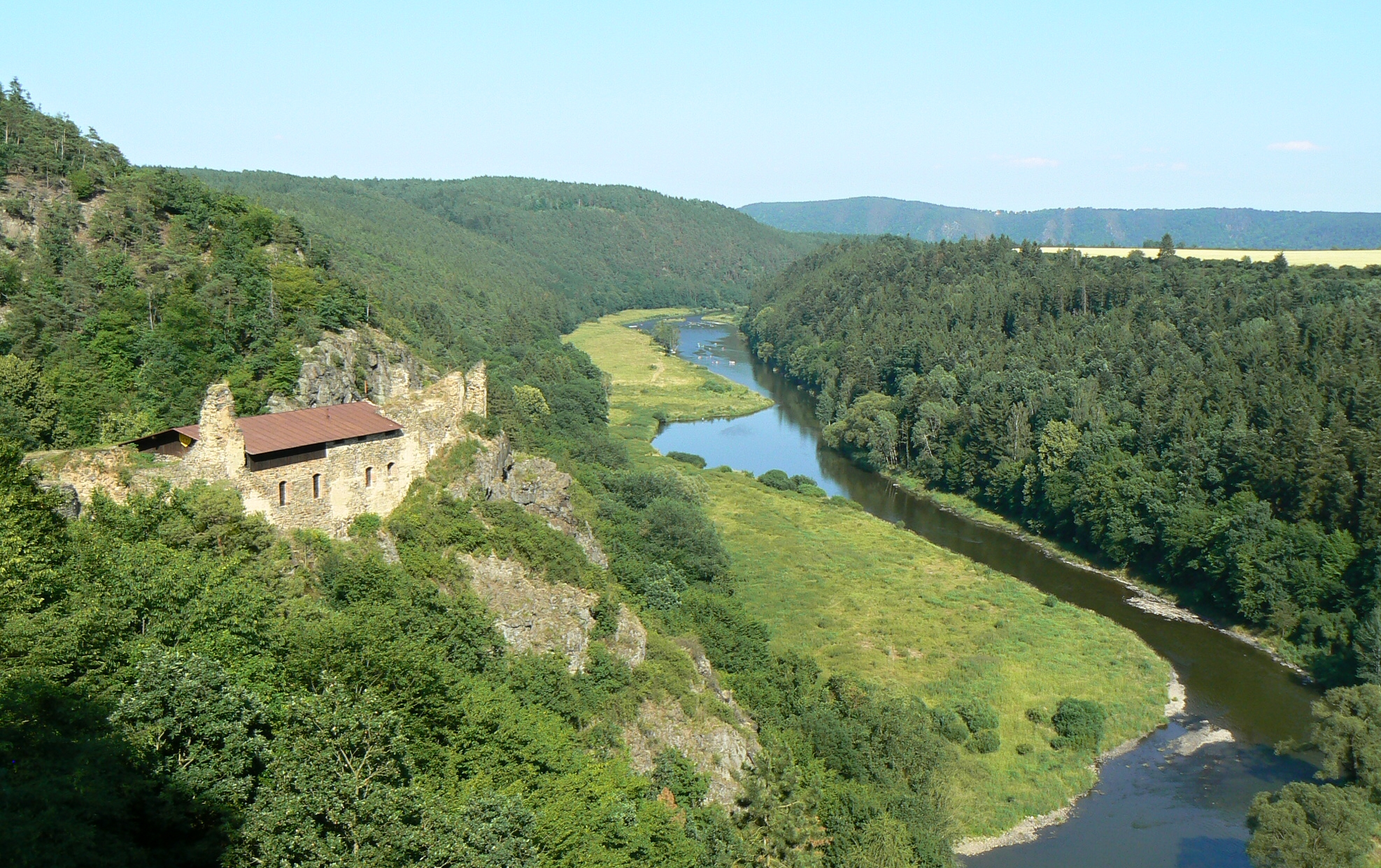
Château de Krašov surplombant la Berounka.
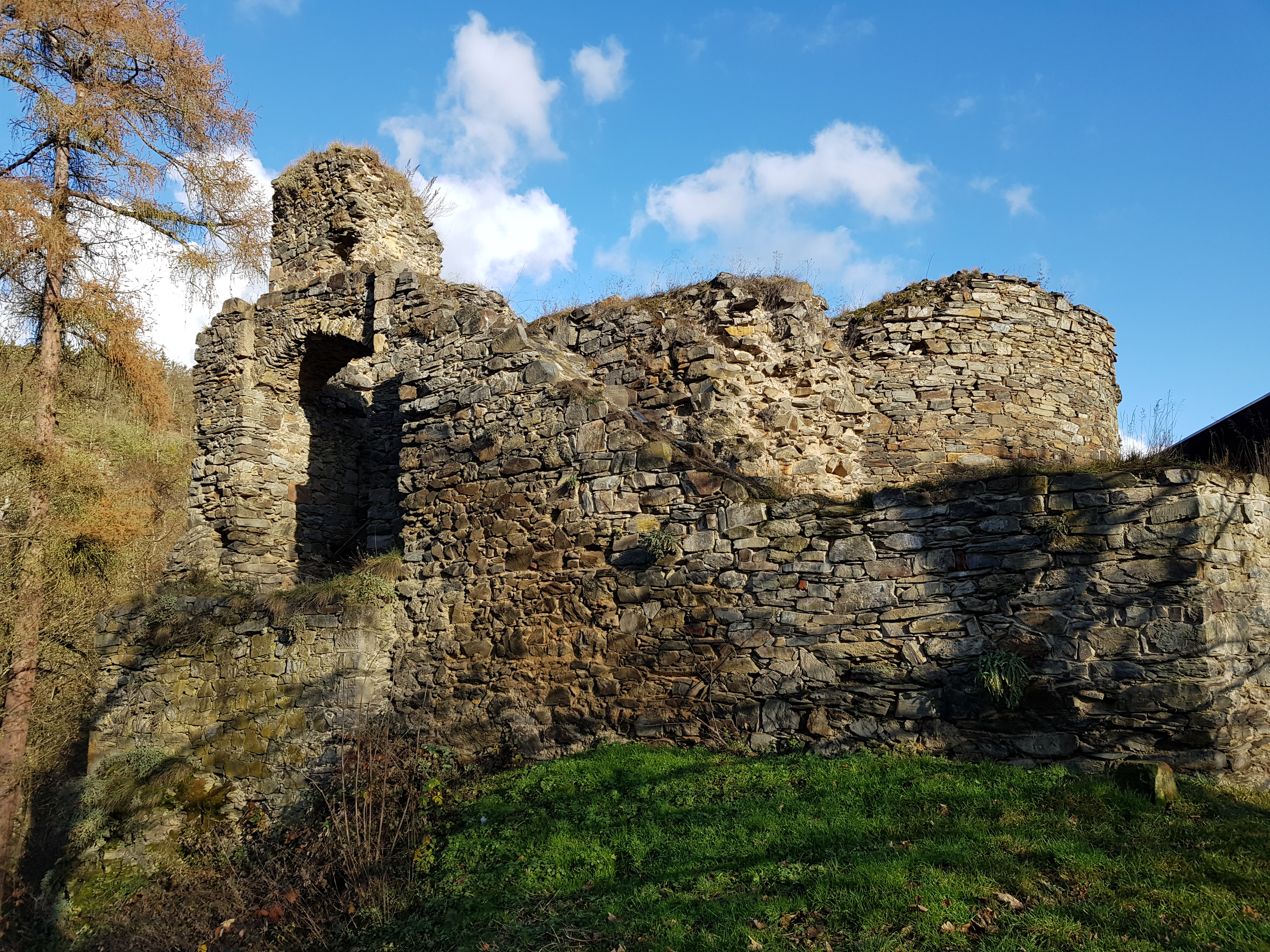
Ruines du château de Krašov.

## Transports
Par la route, Bohy se trouve à 9 km du centre de Kralovice, à 36 km de Plzeň et à 97 km de Prague. 